# Формула-1 — Гран-прі Австралії 2022

Портал:Формула-1

Гран-прі Австралії 2022 року (офіційно — Formula 1 Heineken Australian Grand Prix 2022)  — автоперегони чемпіонату світу з Формули-1, які відбулися 10 квітня 2022 року. Гонка була проведена на трасі Альберт-Парк у Мельбурні (штат Вікторія, Австралія). Це третій етап чемпіонату світу і вісімдесят п'яте Гран-прі Австралії в історії.
Переможцем гонки став пілот Феррарі, монегаск Шарль Леклер. Друге місце посів пілот Ред Булл Серхіо Перес, а на 3 місці фінішував британець Джордж Расселл. Чинний чемпіон світу Макс Ферстаппен не зміг продовжити участь у гонці на 38 колі через витік бензину.
Переможцем попереднього гран-прі Австралії (2019 р.) був Вальттері Боттас (Мерседес). Гран-прі Австралії 2020 було скасовано через COVID-19.

## Положення у чемпіонаті перед гонкою
| Місце   | Пілот               | Очки |
| ------- | ------------------- | ---- |
| 1       | Шарль Леклер        | 45   |
| 2       | Карлос Сайнс (мол.) | 33   |
| 3       | Макс Ферстаппен     | 25   |
| 4       | Джордж Расселл      | 22   |
| 5       | Льюїс Гамільтон     | 16   |
| Джерело |                     |      |

| Місце   | Конструктор     | Очки |
| ------- | --------------- | ---- |
| 1       | Феррарі         | 78   |
| 2       | Мерседес        | 38   |
| 3       | Ред Булл - RBPT | 37   |
| 4       | Альпін - Рено   | 16   |
| 5       | Хаас - Феррарі  | 12   |
| Джерело |                 |      |

## Шини
під час гран-прі було дозволено використовувати шини Pirelli C2, C3, і C4 (hard, medium і soft).
| Hard | Medium | Soft |
| ---- | ------ | ---- |

## Штрафи перед гонкою
Александр Албон (команда Вільямс) оштрафований на 3 позиції через зіткнення з Ленсом Строллом у Гран-Прі Саудівської Аравії .

## Вільні заїзди
| Сесія | Лідер               | Конструктор         | Ш | Час      | Джерело |
| ----- | ------------------- | ------------------- | - | -------- | ------- |
| 1     | Карлос Сайнс (мол.) | Феррарі             | P | 1:19,806 | [ 5 ]   |
| 2     | Шарль Леклер        | Феррарі             | P | 1:18,978 | [ 6 ]   |
| 3     | Ландо Норріс        | Макларен - Мерседес | P | 1:19,117 | [ 7 ]   |

## Кваліфікація
| Місце                                       | №  | Пілот               | Конструктор             | Частина 1 | Частина 2 | Частина 3 | Старт |
| ------------------------------------------- | -- | ------------------- | ----------------------- | --------- | --------- | --------- | ----- |
| 1                                           | 16 | Шарль Леклер        | Феррарі                 | 1:18.881  | 1:18.606  | 1:17.868  | 1     |
| 2                                           | 1  | Макс Ферстаппен     | Ред Булл - RBPT         | 1:18.580  | 1:18.611  | 1:18.154  | 2     |
| 3                                           | 11 | Серхіо Перес        | Ред Булл - RBPT         | 1:18.834  | 1:18.340  | 1:18.240  | 3     |
| 4                                           | 4  | Ландо Норріс        | Макларен - Мерседес     | 1:19.280  | 1:19.066  | 1:18.703  | 4     |
| 5                                           | 44 | Льюїс Гамільтон     | Мерседес                | 1:19.401  | 1:19.106  | 1:18.825  | 5     |
| 6                                           | 63 | Джордж Расселл      | Мерседес                | 1:19.405  | 1:19.076  | 1:18.933  | 6     |
| 7                                           | 3  | Данієль Ріккардо    | Макларен - Мерседес     | 1:19.665  | 1:19.130  | 1:19.032  | 7     |
| 8                                           | 31 | Естебан Окон        | Альпін - Рено           | 1:19.605  | 1:19.136  | 1:19.061  | 8     |
| 9                                           | 55 | Карлос Сайнс (мол.) | Феррарі                 | 1:18.983  | 1:18.469  | 1:19.408  | 9     |
| 10                                          | 14 | Фернандо Алонсо     | Альпін - Рено           | 1:19.192  | 1:18.815  |           | 10    |
|                                             |    |                     |                         |           |           |           |       |
| 11                                          | 10 | П'єр Гаслі          | Альфа Таурі - RBPT      | 1:19.580  | 1:19.226  |           | 11    |
| 12                                          | 77 | Вальттері Боттас    | Альфа Ромео - Феррарі   | 1:19.251  | 1:19.410  |           | 14    |
| 13                                          | 22 | Юкі Цунода          | Альфа Таурі - RBPT      | 1:19.742  | 1:19.424  |           | 12    |
| 14                                          | 24 | Чжоу Гуаньюй        | Альфа Ромео - Феррарі   | 1:19.910  | 1:20.155  |           | -     |
| 15                                          | 47 | Мік Шумахер         | Хаас - Феррарі          | 1:20.104  | 1:20.465  |           | 13    |
|                                             |    |                     |                         |           |           |           |       |
| 16                                          | 23 | Александр Албон     | Вільямс - Мерседес      | 1:20.135  |           |           | 15    |
| 17                                          | 20 | Кевін Магнуссен     | Хаас - Феррарі          | 1:20.254  |           |           | 16    |
| 18                                          | 5  | Себастьян Феттель   | Астон Мартін - Мерседес | 1:21.149  |           |           | 17    |
| 19                                          | 6  | Ніколас Латіфі      | Вільямс - Мерседес      | 1:21.372  |           |           | 18    |
| 107% від часу лідера першої сесії: 1:24,080 |    |                     |                         |           |           |           |       |
| -                                           | 18 | Ленс Стролл         | Астон Мартін - Мерседес | Без часу  |           |           | 19    |
| Джерело:                                    |    |                     |                         |           |           |           |       |

1. Фернандо Алонсо не зміг завершити 3-й етап кваліфікації через аварію [10].
2. Александр Албон оштрафований на 3 позиції через зіткнення з Ленсом Строллом у Гран-Прі Саудівської Аравії.

## Гонка
| Місце                                                                       | №  | Пілот               | Конструктор             | Кола | Час/причина сходу | Поул | Про |
| --------------------------------------------------------------------------- | -- | ------------------- | ----------------------- | ---- | ----------------- | ---- | --- |
| 1                                                                           | 16 | Шарль Леклер        | Феррарі                 | 58   | 1:27:46.548       | 1    | 26  |
| 2                                                                           | 11 | Серхіо Перес        | Ред Булл - RBPT         | 58   | +20.524           | 3    | 18  |
| 3                                                                           | 63 | Джордж Расселл      | Мерседес                | 58   | +25.593           | 6    | 15  |
| 4                                                                           | 44 | Льюїс Гамільтон     | Мерседес                | 58   | +28.543           | 5    | 12  |
| 5                                                                           | 4  | Ландо Норріс        | Макларен - Мерседес     | 58   | +53.303           | 4    | 10  |
| 6                                                                           | 3  | Данієль Ріккардо    | Макларен - Мерседес     | 58   | +53.737           | 7    | 8   |
| 7                                                                           | 31 | Естебан Окон        | Альпін - Рено           | 58   | +1:01.683         | 8    | 6   |
| 8                                                                           | 77 | Вальттері Боттас    | Альфа Ромео - Феррарі   | 58   | +1:08.439         | 12   | 4   |
| 9                                                                           | 10 | П'єр Гаслі          | Альфа Таурі - RBPT      | 58   | +1:16.221         | 11   | 2   |
| 10                                                                          | 23 | Александр Албон     | Вільямс - Мерседес      | 58   | +1:19.382         | 20   | 1   |
| 11                                                                          | 24 | Чжоу Гуаньюй        | Альфа Ромео - Феррарі   | 58   | +1:21.695         | 14   |     |
| 12                                                                          | 18 | Ленс Стролл         | Астон Мартін - Мерседес | 58   | +1:28.598         | 19   |     |
| 13                                                                          | 47 | Мік Шумахер         | Хаас - Феррарі          | 57   | +1 коло           | 15   |     |
| 14                                                                          | 20 | Кевін Магнуссен     | Хаас - Феррарі          | 57   | +1 коло           | 16   |     |
| 15                                                                          | 22 | Юкі Цунода          | Альфа Таурі - RBPT      | 57   | +1 коло           | 13   |     |
| 16                                                                          | 6  | Ніколас Латіфі      | Вільямс - Мерседес      | 57   | +1 коло           | 18   |     |
| 17                                                                          | 14 | Фернандо Алонсо     | Альпін - Рено           | 57   | +1 коло           | 10   |     |
| Схід                                                                        | 1  | Макс Ферстаппен     | Ред Булл - RBPT         | 38   | Витік бензину     | 2    |     |
| Схід                                                                        | 5  | Себастьян Феттель   | Астон Мартін - Мерседес | 22   | Аварія            | 17   |     |
| Схід                                                                        | 55 | Карлос Сайнс (мол.) | Феррарі                 | 1    | Розворот          | 9    |     |
| Найшвидше коло: Шарль Леклер ( Ferrari ) - 1:20,260, поставлений на 58 колі |    |                     |                         |      |                   |      |     |
| Джерело:                                                                    |    |                     |                         |      |                   |      |     |

## Положення у чемпіонаті після гонки
| Місце   | Пілот               | Очки |
| ------- | ------------------- | ---- |
| 1       | Шарль Леклер        | 71   |
| 2       | Джордж Расселл      | 37   |
| 3       | Карлос Сайнс (мол.) | 33   |
| 4       | Серхіо Перес        | 30   |
| 5       | Льюїс Гамільтон     | 28   |
| Джерело |                     |      |

| Місце   | Конструктор         | Очки |
| ------- | ------------------- | ---- |
| 1       | Феррарі             | 104  |
| 2       | Мерседес            | 65   |
| 3       | Ред Булл - RBPT     | 55   |
| 4       | Макларен - Мерседес | 24   |
| 5       | Альпін - Рено       | 22   |
| Джерело |                     |      |